# Incêndios florestais na Califórnia em 2018
A temporada de incêndios florestais na Califórnia em 2018 foi a mais mortal e destrutiva no registro da história da Califórnia, com um total de 8.527 incêndios que queimaram uma área de 1,893,913 acres (7.664,394 km²), a maior área queimada registrada em uma temporada de incêndios na Califórnia, segundo o Departamento Florestal e de Incêndios da Califórnia e o Centro Nacional de Incêndios Interagentes, em 21 de dezembro. Os incêndios causaram mais de US$ 3,5 bilhões (USD 2018) em danos, incluindo US$ 1,792 bilhão em custos de supressão de incêndios. No final de agosto de 2018, a Cal Fire gastou US$ 432 milhões em operações. O Complexo de Fogo de Mendocino queimou mais de 1.857 km2, tornando-se o maior incêndio complexo da história do estado, com o Ranch Fire complex superando o Thomas Fire e o Santiago Canyon Fire de 1889, para se tornar o maior incêndio registrado na história da Califórnia.
Em meados de julho e agosto de 2018, uma série de grandes incêndios florestais eclodiu na Califórnia, principalmente na parte norte do estado, incluindo o destrutivo Carr Fire e o Complexo Fogo Mendocino. Em 4 de agosto de 2018, um desastre nacional foi declarado no norte da Califórnia, devido aos enormes incêndios florestais que queimavam lá. Em novembro de 2018, os ventos Föhn provocaram mais uma rodada de grandes incêndios destrutivos em todo o estado. Este novo lote de incêndios incluiu o Camp Fire, que destruiu mais de 6 700 estruturas e se tornou o incêndio mais destrutivo da Califórnia.

## Razões do fogo

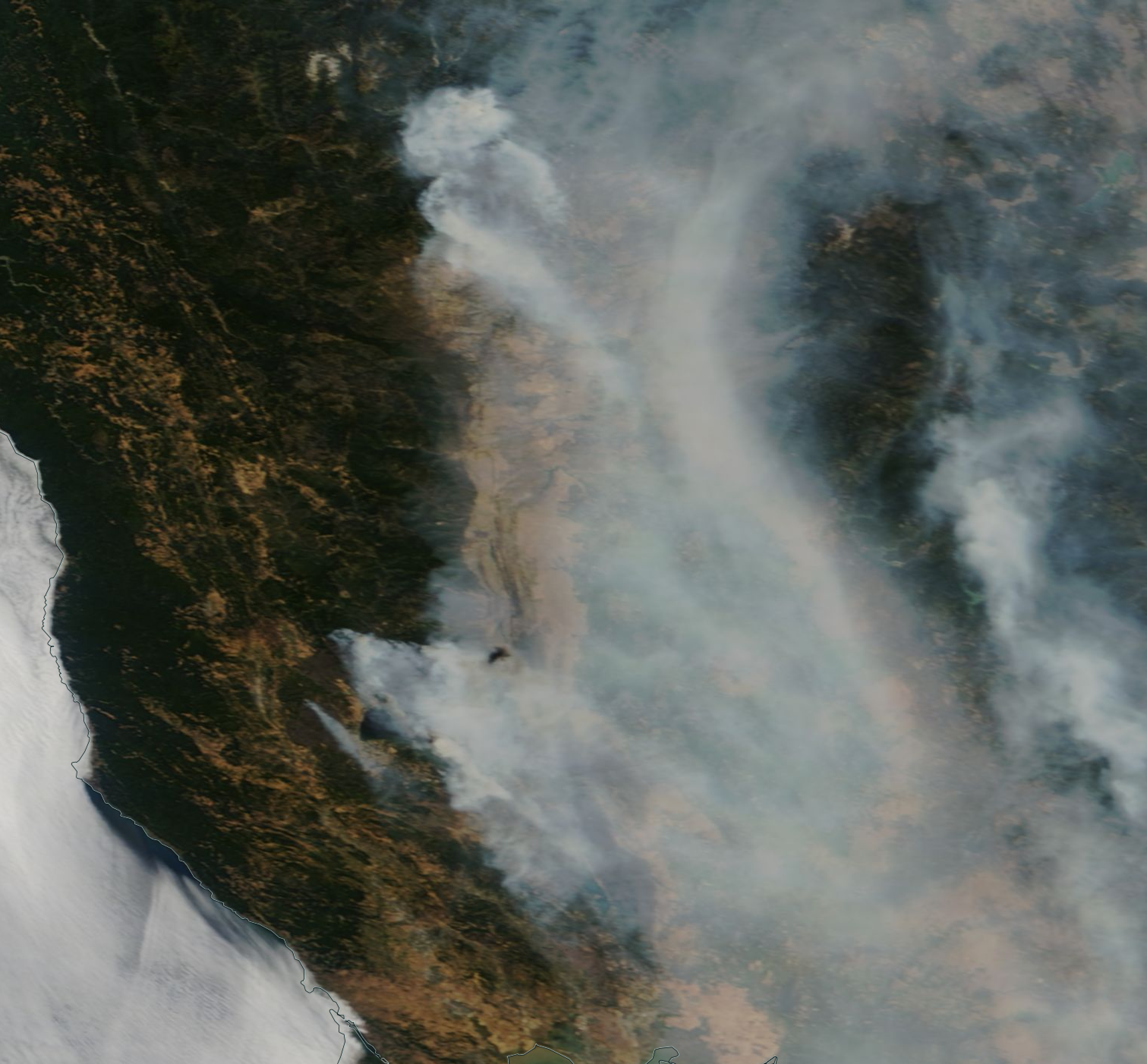
Imagem de satélite de incêndios florestais: Incêndio Mendocino Complex e Carr, em 6 de agosto de 2018.

Muitos fatores levaram, em 2018, a esta temporada de incêndios na Califórnia, o que tem sido tão devastadora. A combinação de um aumento da quantidade de combustível natural e das condições atmosféricas agravada pelo aquecimento do planeta resultou em uma série de incêndios destrutivos.
No entanto, esta razão é que se opõem, pelo Presidente, Donald Trump, que afirmou: Citação: . Ele também fez um apelo para o "corte de árvores", para evitar a propagação do fogo (também livrar as árvores para que o fogo para de se espalhar!) ".
Uma das causas diretas de incêndios florestais na Califórnia, em 2018 é um aumento de árvores mortas que é usado como combustível. Em dezembro de 2017, ele tinha sido considerado um registo de 129 milhões de árvores mortas na Califórnia.
Noah Diffenbaugh, professor da universidade de Stanford e especialista da "ciência do sistema terrestre, disse que as condições atmosféricas dos incêndios na Califórnia são esperados para piorar no futuro devido aos efeitos das alterações climáticas na Califórnia e que Citação: . Outros especialistas concordam que o aquecimento global é responsável por essas condições meteorológicas extremas. O aquecimento do planeta tem levado a temperaturas mais elevadas e menos chuva, criando uma paisagem mais seca, o que permitiu que os incêndios tenham mais combustível para arder por mais tempo e com maior intensidade.
A interface entre zonas selvagens e zonas urbanas refere-se à zona de transição entre os terrenos desocupados e o desenvolvimento humano. As comunidades localizadas dentro de 800 metros da zona também podem ser incluídos. Estas terras e comunidades adjacentes rodeadas por terras selvagens estão com um risco acrescido de fogos florestais. Desde a década de 1990, mais de 43% das novas moradias foram construídas nesta área. Em algumas regiões, chegaram a cerca de 80%. No passado, quando as áreas foram queimados, nenhuma casa foi perdida, porque eles não foram criados, mas agora existem edifícios e casas que serão destruídas.
Além disso, o Norte da Califórnia e o vale central experimentaram um aumento drástico de poluentes do ar na altura dos fogos, no mês de agosto.

## Incêndios florestais
Lista de incêndios que queimaram mais de 4 km2 (mais de 1 000 acres), ou ter causado danos estruturais ou de perda significativa de vida.

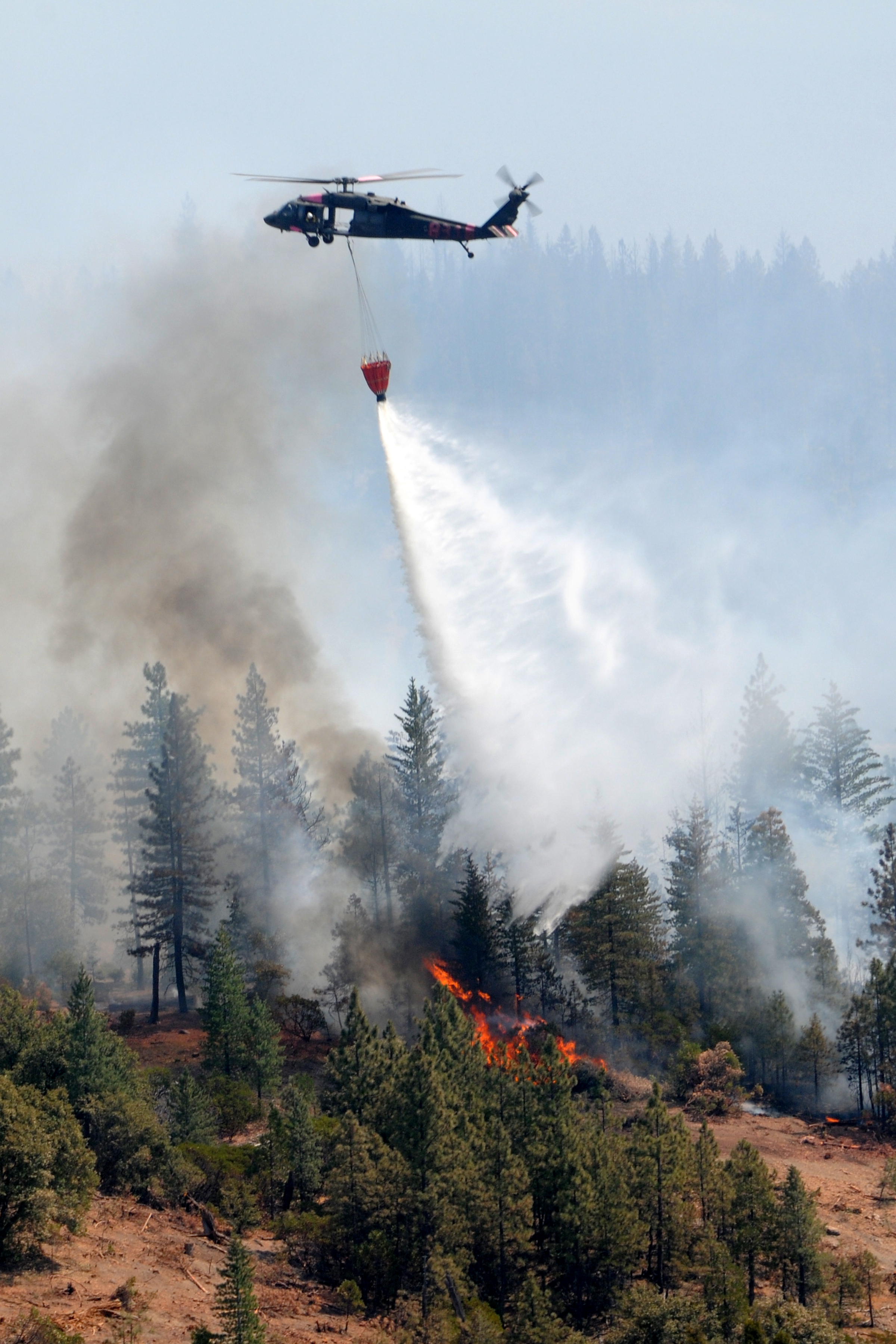
Helicóptero da Guarda nacional da Califórnia na luta contra os incêndios florestais

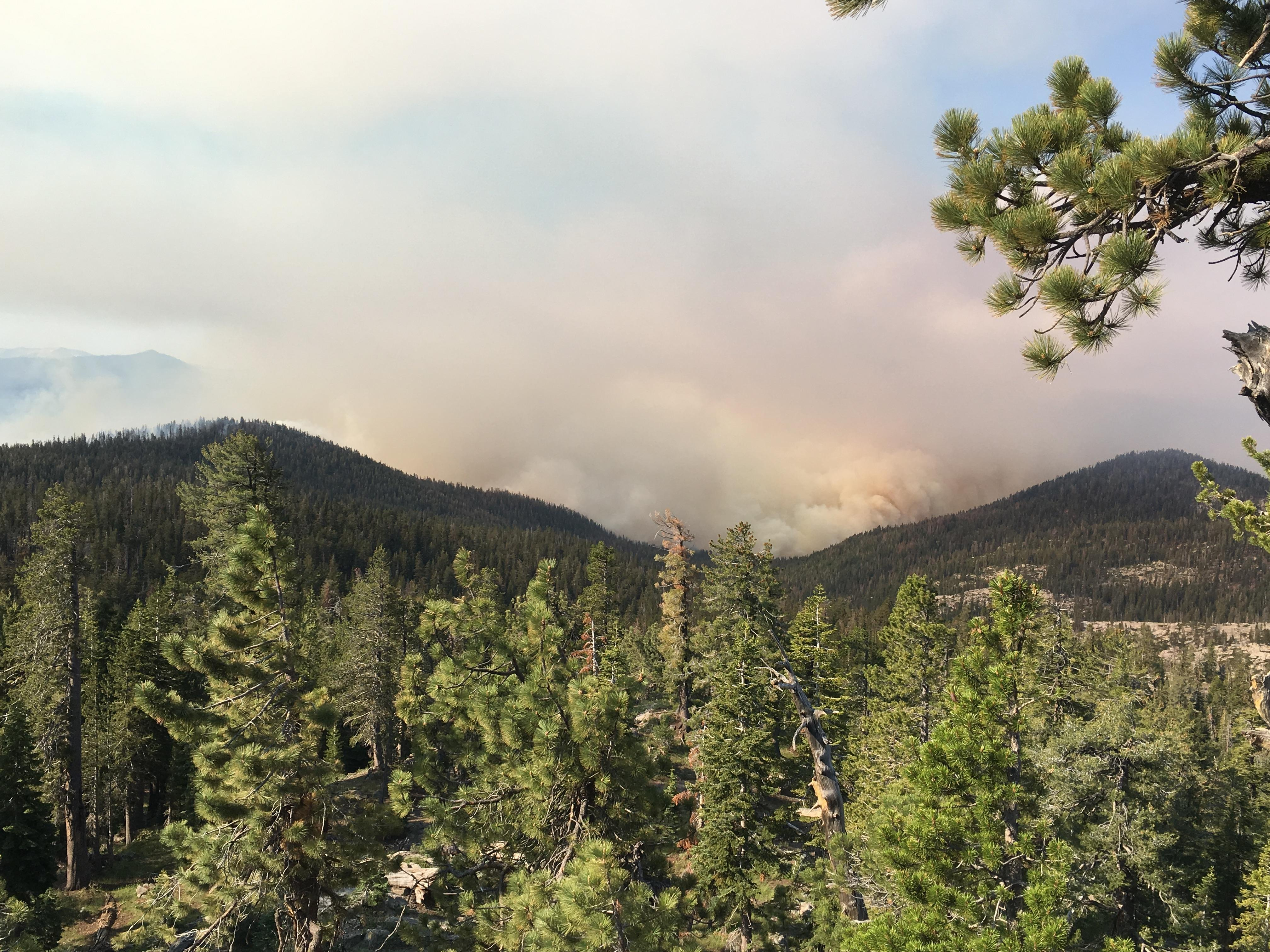
O fogo Lions na floresta nacional de Inyo, no dia 24 de junho de 2018

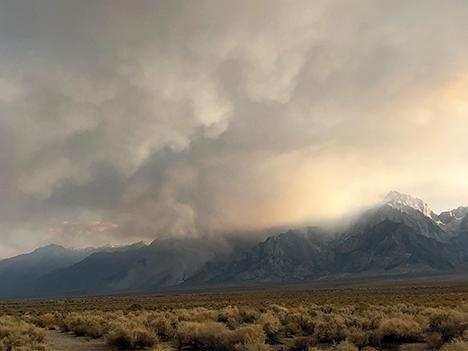
Georges Fire em 8 de julho de 2018

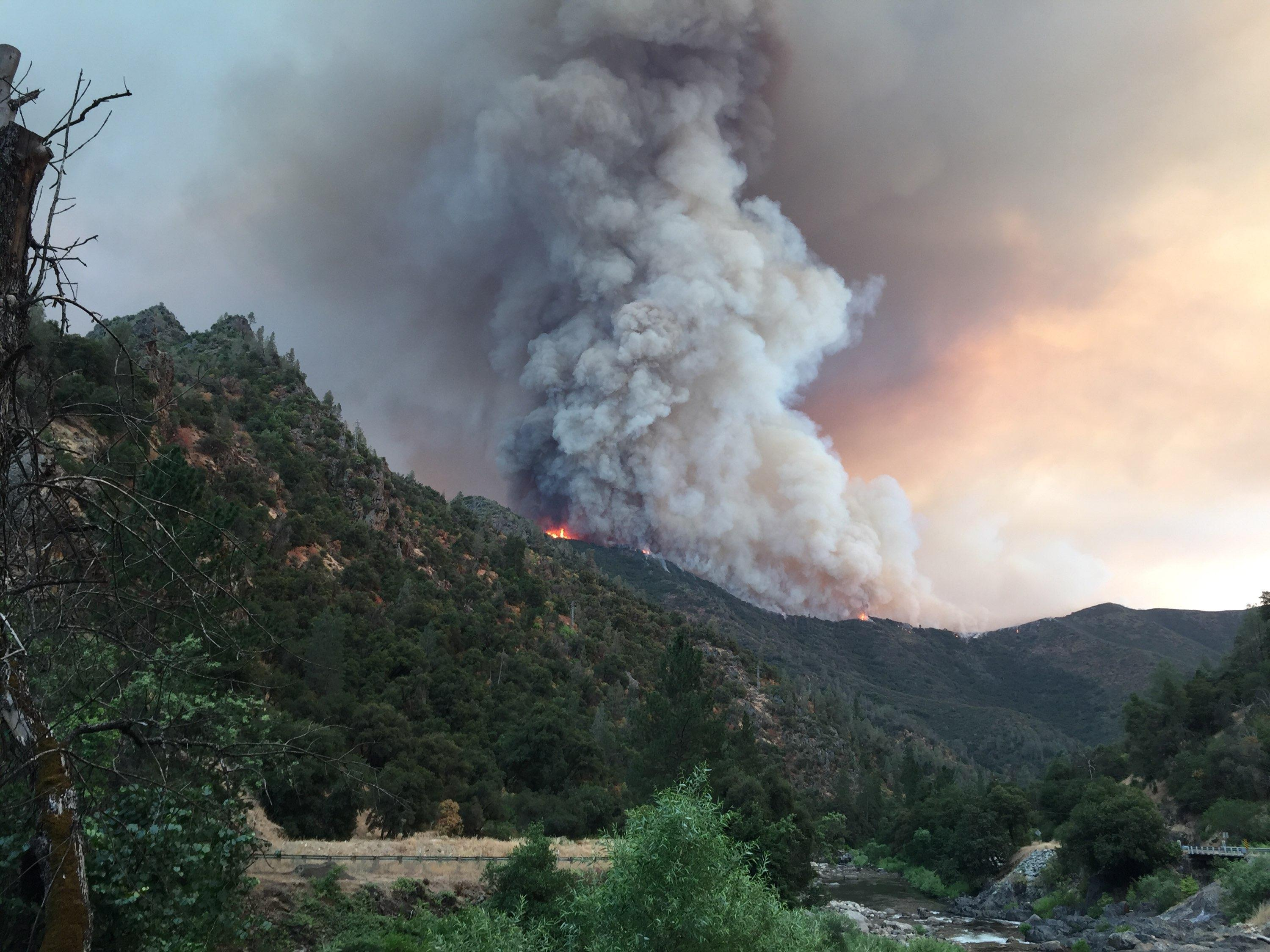
O fogo Ferguson perto de Parque Nacional de Yosemite em 14 de julho de 2018

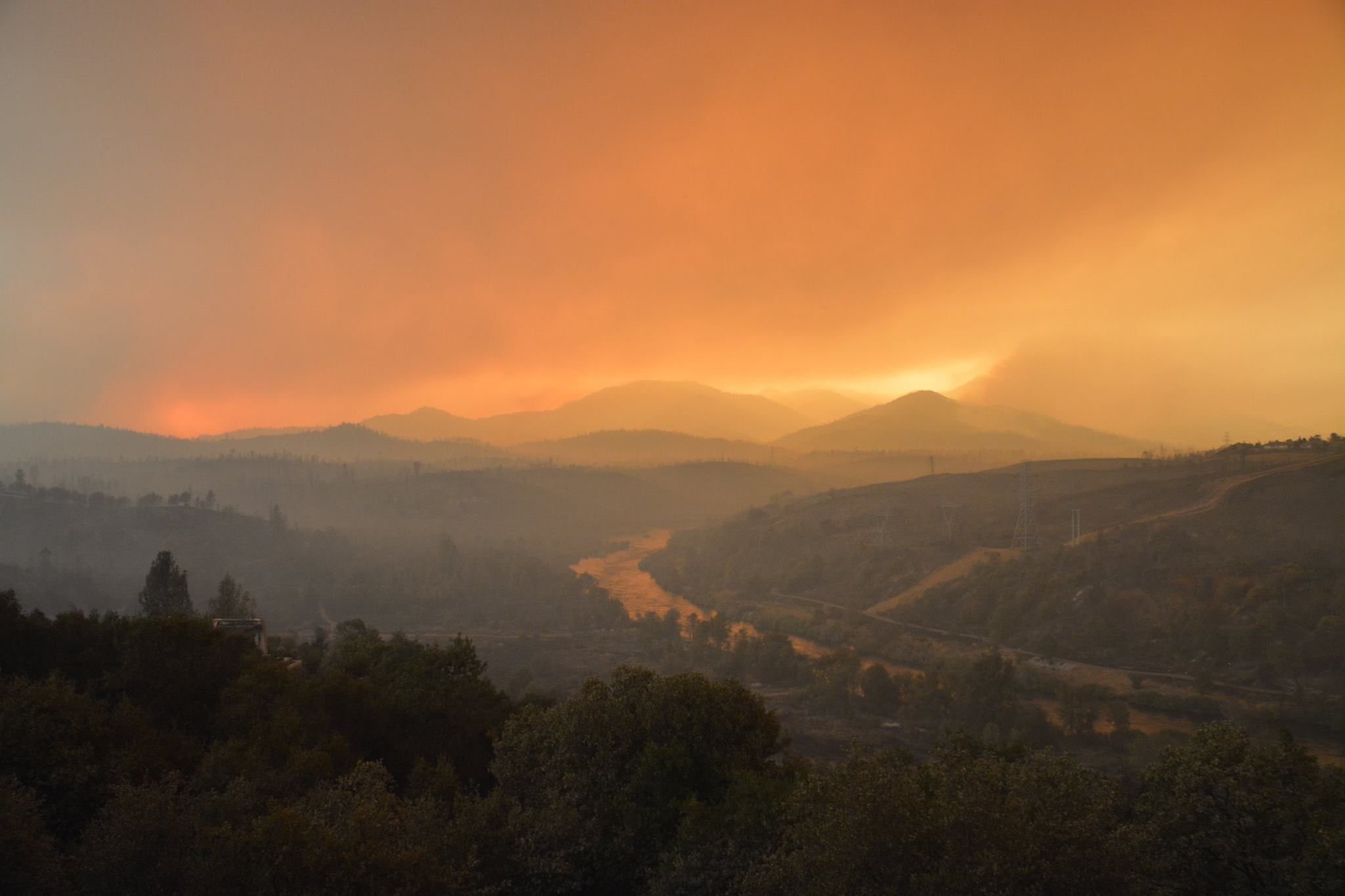
O incêndio Carr no dia 28 de julho 2018

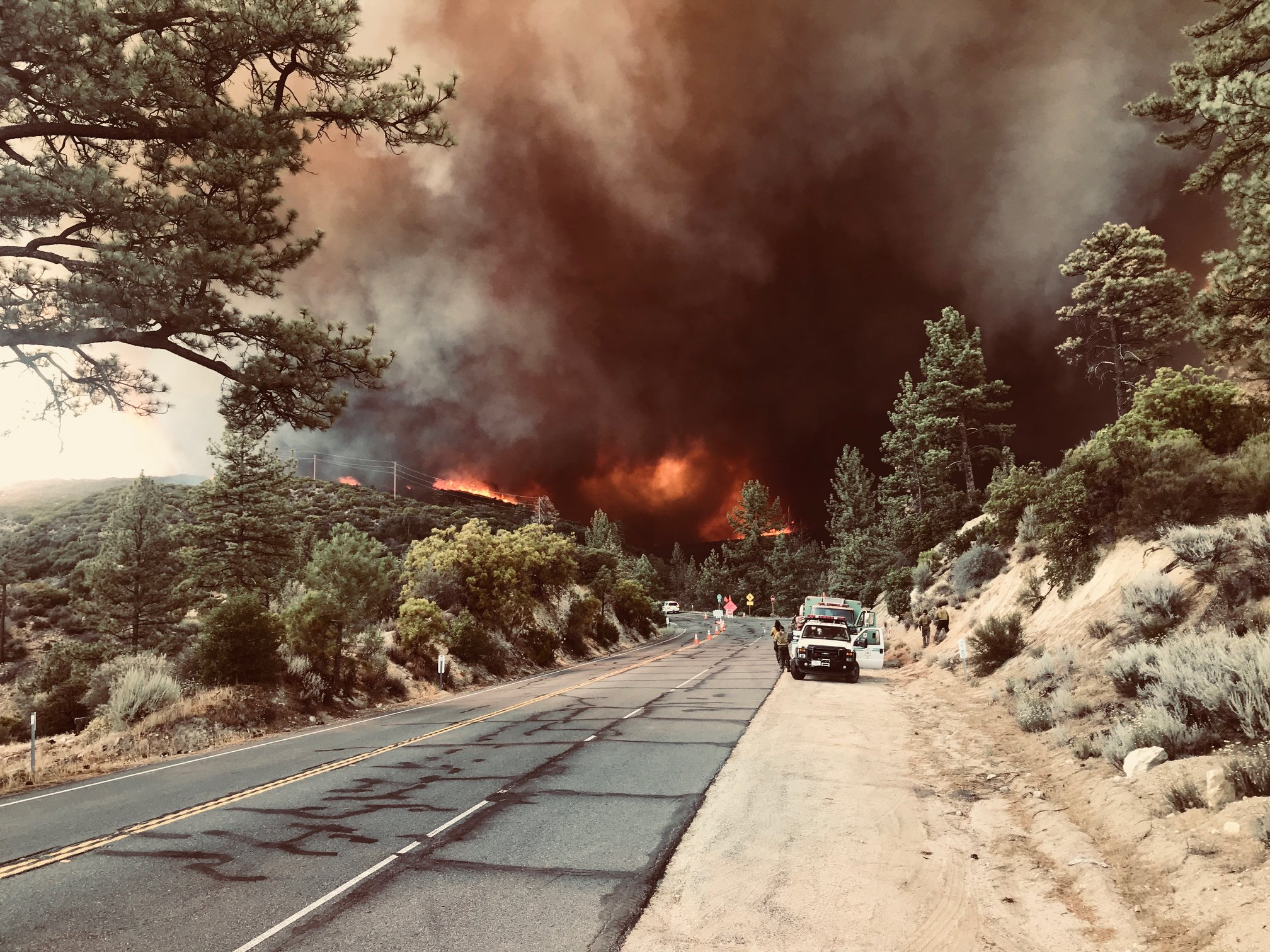
O Incêndio de Cranston em 27 de julho de 2018

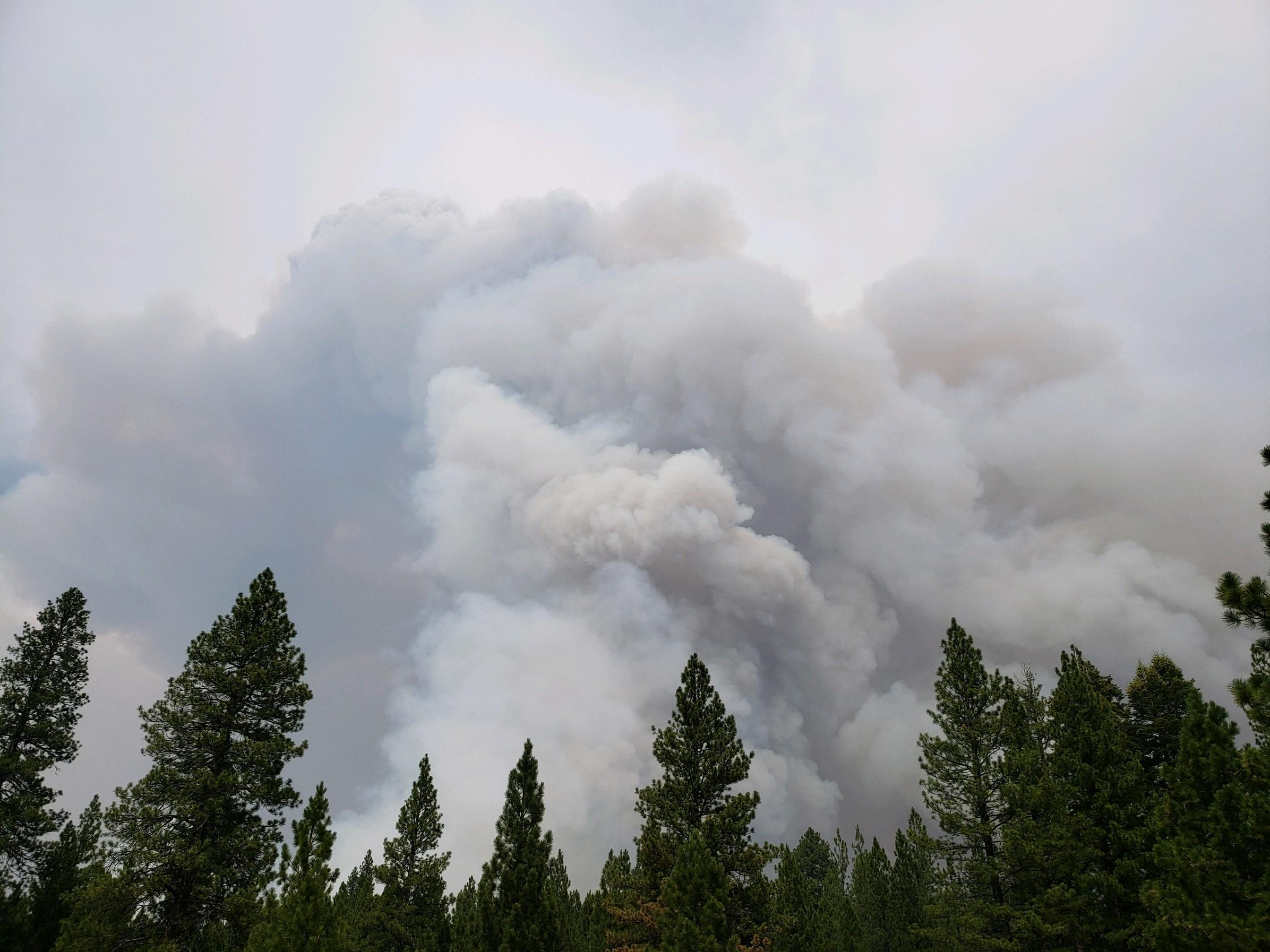
O Incêndio Whaleback em 31 de julho de 2018

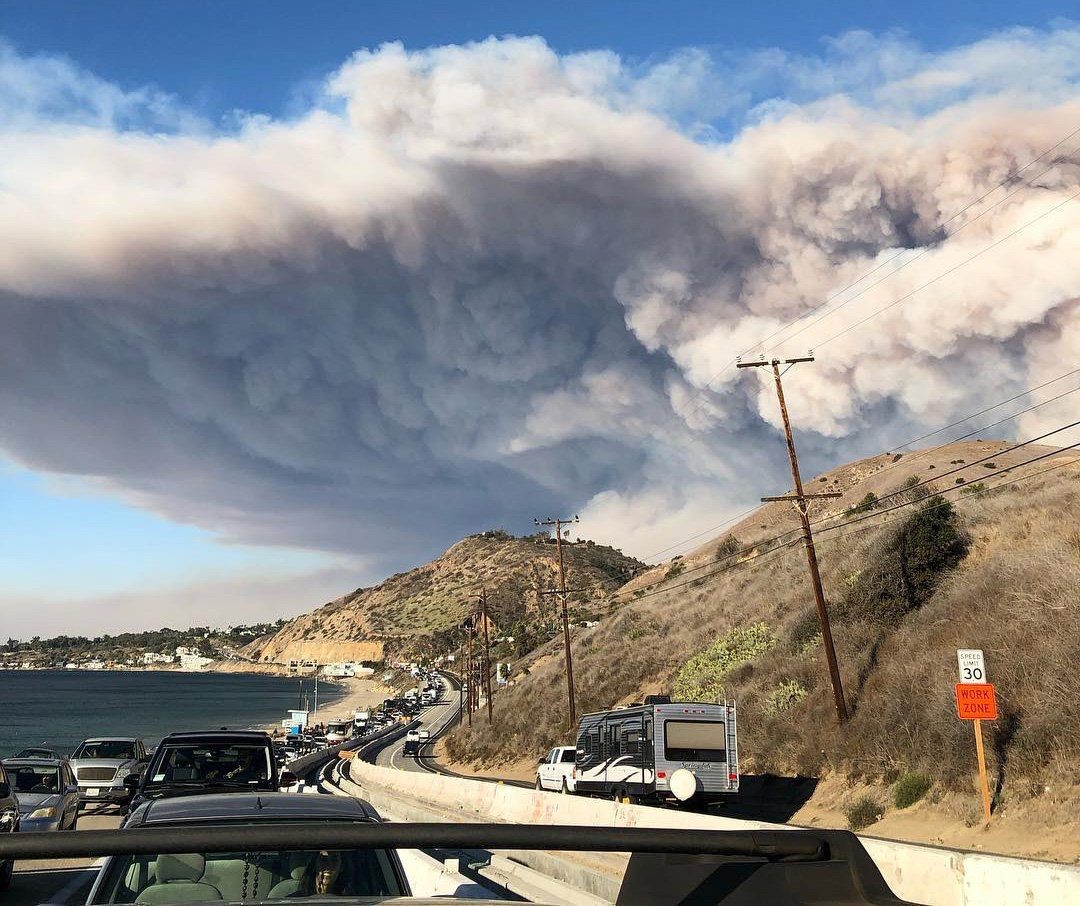
No dia 9 de novembro, o fogo de Woolsey alcançou Malibu.

| Nome                   | Número                  | km²   | Data de inicio          | Date de fim          | Activo ou Terminado | Notas | Referências |
| ---------------------- | ----------------------- | ----- | ----------------------- | -------------------- | ------------------- | --- | ----------- |
| Pleasant               | Lassen                  | 8     | 18 de fevereiro de 2018 | 3 de abril de 2018   | Contido             | | [ 20 ]      |
| Moffat                 | Lassen                  | 5     | 19 de abril de 2018     | 21 de maio de 2018   | Contido             | | [ 21 ]      |
| Nees                   | Merced                  | 7     | 2 de maio de 2018       | 17 de maio de 2018   | Contido             | | [ 22 ]      |
| Patterson              | Riverside               | 5     | 17 de maio de 2018      | 21 de maio de 2018   | Contido             | | [ 23 ]      |
| Panoche                | San Benito              | 3     | 4 de junho de 2018      | 7 de junho de 2018   | Contido             | 3 civis mortos | [ 24 ]      |
| Stone                  | Los Angeles             | 6     | 4 de junho de 2018      | 13 de junho de 2018  | Contido             | | [ 25 ]      |
| Airline                | San Benito              | 6     | 4 de junho de 2018      | 14 de junho de 2018  | Contido             | |             |
| Apple                  | Tehama                  | 9     | 9 de junho de 2018      | 14 de junho de 2018  | Contido             | 3 edifícios residênciais e 2 anexos destruídos | [ 26 ]      |
| Chrome                 | Glenn                   | 9     | 9 de junho de 2018      | 21 de junho de 2018  | Contido             | 1 anexos destruído | [ 27 ]      |
| Lions Fire             | Glenn                   | 44    | 11 de junho de 2018     |                      | Contido a 70%       | | ·           |
| Planada                | Merced                  | 18    | 15 de junho de 2018     | 21 de junho de 2018  | Contido             | | [ 30 ]      |
| Yankee                 | San Luis Obispo         | 6     | 20 de junho de 2018     | 1 de julho de 2018   | Contido             | | [ 31 ]      |
| Lane Fire              | Tehama                  | 15    | 23 de junho de 2018     | 4 de julho de 2018   | Contido             | 1 ferido | [ 32 ]      |
| Pawnee Fire            | Lake                    | 60    | 23 de junho de 2018     | 8 de julho de 2018   | Contido             | 22 edifícios destruídos 1 ferido | [ 33 ]      |
| Creek Fire             | Madera                  | 7     | 24 de junho de 2018     | 5 de julho de 2018   | Contido             | 4 edifícios residenciais destruidos 7 edifícios menores destruidos | [ 34 ]      |
| Waverly Fire           | San Joaquin             | 50    | 29 de junho de 2018     | 2 de julho de 2018   | Contido             | | [ 35 ]      |
| County Fire            | Lake, Napa, Yolo        | 361   | 30 de junho de 2018     | 14 de julho de 2018  | Contido             | 20 edifícios destruídos 1 bombeiro ferido | [ 36 ]      |
| Klamathon Fire         | Siskiyou                | 152   | 5 de julho de 2018      | 16 de julho de 2018  | Contido             | 32 edifícios destruídos 3 feridos 1 morto civil | [ 37 ]      |
| Valley Fire (2018)     | San Bernardino          | 6     | 6 de julho de 2018      | 24 de julho de 2018  | Contido             | | [ 38 ]      |
| Holiday                | Santa Barbara           | 452   | 6 de julho de 2018      | 11 de julho de 2018  | Contido             | 20 edifícios destruidos | [ 39 ]      |
| Pendleton Complex      | San Diego               | 7     | 6 de julho de 2018      | 11 de julho de 2018  | Contido             | Tornou-se em 3 fogos distintos a partir do camp Pendleton | ·           |
| West                   | San Diego               | 30    | 6 de julho de 2018      | 11 de julho de 2018  | Contido             | 56 edifícios destruídos | [ 43 ]      |
| Georges Fire           | Inyo                    | 12    | 8 de julho de 2018      | 16 de julho de 2018  | Contido             | | [ 44 ]      |
| Ferguson Fire          | Mariposa                | 380   | 13 de julho de 2018     |                      | Contido a 70%       | 10 edifícios destruídos 2 bombeiros mortos 11 feridos | [ 45 ]      |
| Eagle                  | Modoc                   | 9     | 13 de julho de 2018     | 17 de julho de 2018  | Contido             | | [ 46 ]      |
| Natchez Fire           | Del Norte, Siskiyou     | 46    | 15 de julho de 2018     |                      | Contido a 50%       | | [ 48 ]      |
| Carr Fire              | Shasta                  | 715   | 23 de julho de 2018     |                      | Contido a 48%       | 1 077 residências destruidas 191 residências danificados 22 edifícios comerciais destruidas 26 edifícios comerciais danificados 500 anexos destruidas 60 anexos danificados 3 bombeiros mortos 5 civis mortos  | [ 49 ]      |
| Cranston Fire          | Riverside               | 53    | 26 de julho de 2018     |                      | Contido a 96%       | | [ 50 ]      |
| Mendocino Complex Fire | Mendocino, Lake, Colusa | 1 221 | 27 de julho de 2018     |                      | Contido a 52%       | Os incêndios « River Fire » e « Ranch Fire » são renomeados Mendocino Complex Fire 119 residências destruidas 12 residências afetadas 110 construções comerciais destruidas 15 construções comerciais afetadas | ·           |
| Whaleback Fire         | Lassen                  | 76    | 27 de julho de 2018     | 7 de agosto de 2018  | Contido             | | [ 55 ]      |
| Butte                  | Sutter                  | 5     | 31 de julho de 2018     | 3 de agosto de 2018  | Contido             | | [ 56 ]      |
| Donnell Fire           | Tuolumne                | 80    | 3 de agosto de 2018     |                      | Contido a 6%        | | [ 57 ]      |
| Tarina                 | Kern                    | 12    | 3 de agosto de 2018     | 6 de agosto de 2018  | Contido             | | [ 58 ]      |
| Pendleton              | San Diego               | 4     | 5 de agosto de 2018     | 6 de agosto de 2018  | Contido             | Em camp de Pendleton | [ 59 ]      |
| Turkey                 | Monterey                | 9     | 6 de agosto de 2018     | 6 de agosto de 2018  | Contido             | | [ 60 ]      |
| Holy Fire (2018)       | Orange, Riverside       | 92    | 6 de agosto de 2018     |                      | Contido a 91%       | | [ 62 ]      |
| Five                   | Kings                   | 12    | 6 de agosto de 2018     | 8 de agosto de 2018  | Contido             | | [ 63 ]      |
| Hat                    | Shasta                  | 8     | 9 de agosto de 2018     | 16 de agosto de 2018 | Contido             | | [ 64 ]      |
| Nelson                 | Solano                  | 9     | 10 de agosto de 2018    | 12 de agosto de 2018 | Contido             | | [ 65 ]      |
| Hirz Fire              | Shasta                  | 53    | 13 de agosto de 2018    |                      | Contido a 11%       | | [ 66 ]      |
| Stone                  | Modoc                   | 52    | 15 de agosto de 2018    |                      | Contido a 0%        | | [ 67 ]      |

## Mortes
Ao total, 98 pessoas morreram por causa dos incêndios, sendo estes 90 civis e 6 bombeiros. Houve também, pelo menos, 80 feridos.
Acreditava-se também que, na altura, mais de 630 pessoas ainda estariam desaparecidas, intensificando assim a busca por elas.
| 1 | Gardner Complex |
| 2 | Natchez Fire    |
| 3 | Carr Fire       |

| 4 | Mendocino Complex |
| 5 | Ferguson Fire     |

| 1 | Gardner Complex |
| 2 | Natchez Fire    |
| 3 | Carr Fire       |

| 4 | Mendocino Complex |
| 5 | Ferguson Fire     |